# Helicón (instrumento)

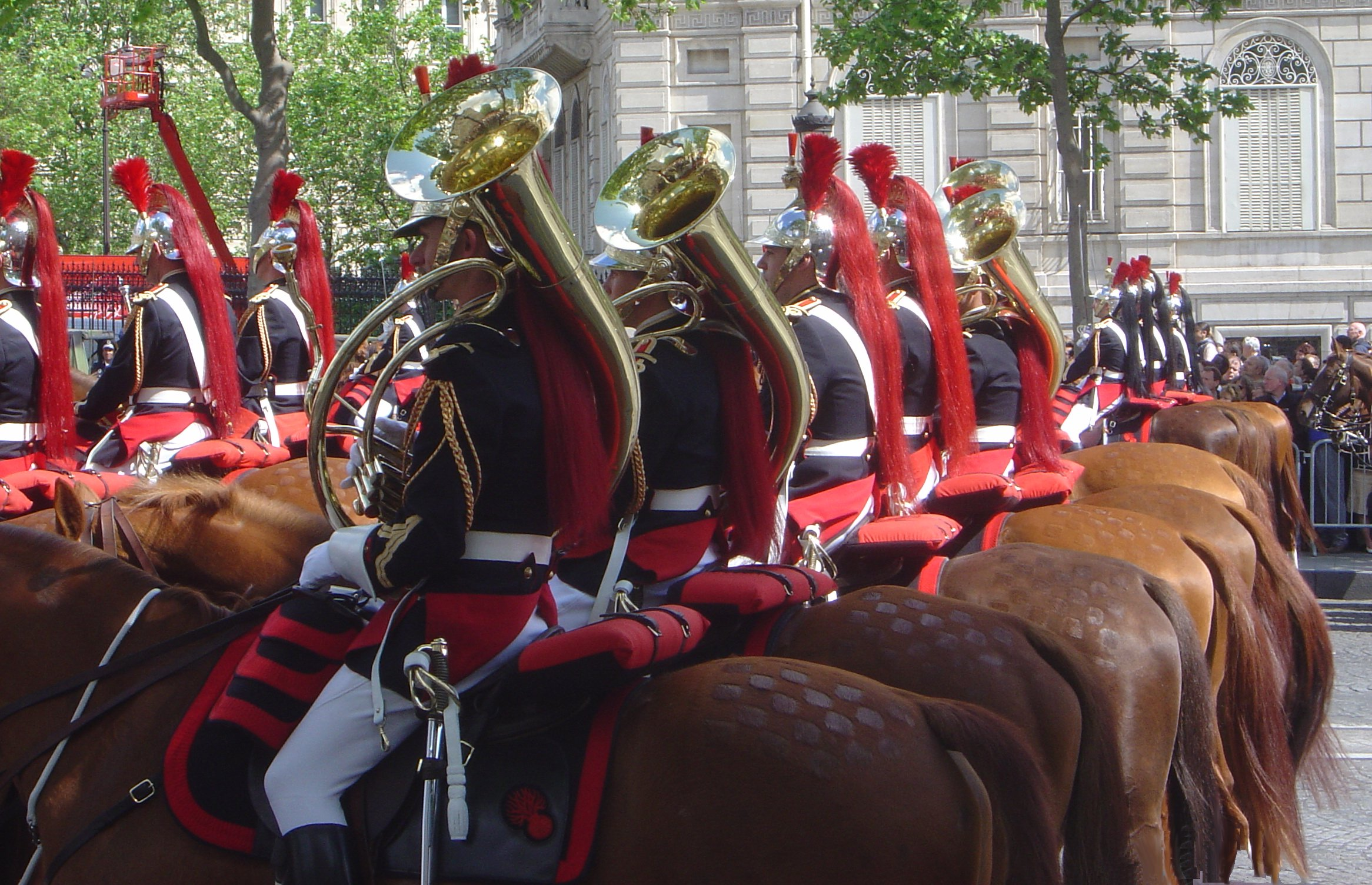
El helicón es parte de la banda de la Guardia Republicana de Francia.

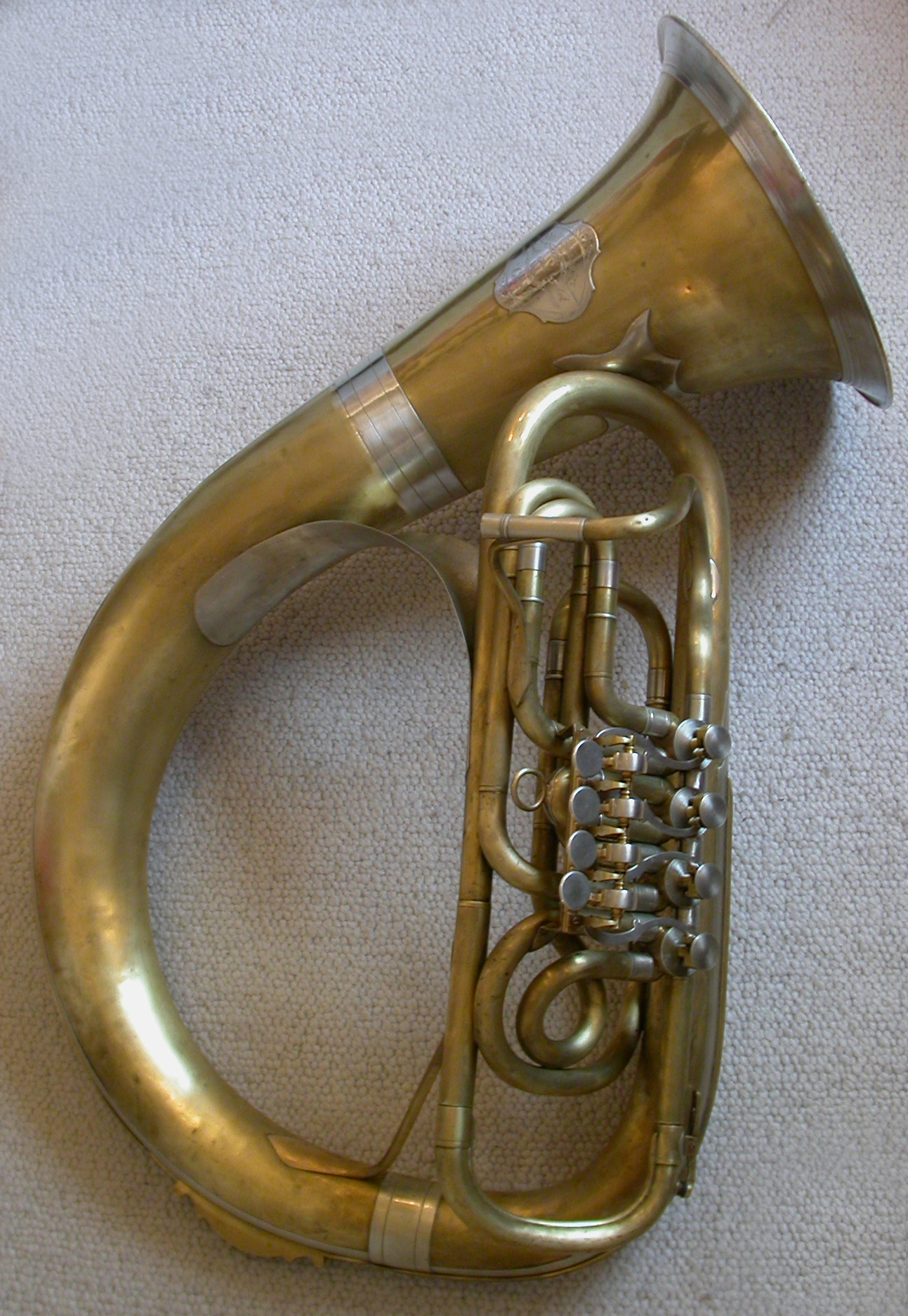
Helicón

El helicón (del griego helikos, "sinuoso") es un instrumento de viento-metal. Es el predecesor del sousafón y ambos instrumentos tienen formas circulares y son típicamente portados sobre el hombro. Una característica distintiva del helicón es un diámetro menor a la cavidad en espiral que forma el cuerpo del instrumento. Deriva del saxhorno.
Este instrumento es muy popular en Europa central y oriental y es una opción para fanfarrias militares.
Se cree que las raíces del helicón comienzan en Rusia, pero el instrumento se perfeccionó en el año 1849 en Viena.
Su tesitura se sitúa dos octavas por debajo de la de una corneta.

## Familia del helicón
El fabricante alemán Melton desarrolló estos instrumentos usando las proporciones acústicas de los poderosos helicones contrabajos en Si♭ (bemol) Červený Imperial:
- Helicón soprano en Mi♭
- Helicón tenor en Mi♭
- Helicón barítono en Si♭
- Helicón bajo en Fa
- Helicón contrabajo en Si♭